# Lucreția Ciobanu
Lucreția Ciobanu (născută Lucreția Arcaș; n. 27 octombrie 1924, Topârcea, Sibiu, România – d. 30 septembrie 2015, București, România) a fost o interpretă de muzică populară din Mărginimea Sibiului.
Laureată a Festivalului Mondial al Tineretului în anul 1953, intepreta a fost numită Doamna Munților, datorită repertoriului păstoresc pe care l-a abordat. A dus cântecele din Mărginimea Sibiului până departe în America de Nord, mai exact în Statele Unite ale Americii și Canada.

## Debut
După ce, în 1950, a cîntat cu ansamblul Băncii Naționale, în 1953 participă la Festivalul Mondial al Tineretului și Studenților, unde este laureată. Ca urmare a acestui succes a fost solicitată să participe la un concurs de selecție pentru imprimări la radio, unde se înscriseseră peste 300 de candidați. Maestrul Leonida Petrescu a ascultat acest torent de soliști și soliste, a coborît din cabina de sunet și i-a spus: „Ești singura care promiți“. 
Au urmat imprimările, apoi Electrecordul și mult mai tîrziu televiziunea. 
Mergea în turnee în toată țara și cu toate ansamblurile devenind curând solista cu cele mai lungi și mai multe turnee.

## Discografie
Discografia Lucreției Ciobanu
- Apuca-m-aș de jucat
- Bate vântul vinerea
- Când vii bade-n șezătoare
- Cât e soarele de sus
- Câte păsărele-n luncă (doină)
- Ciobănaș de la miori
- Cobor oile, cobor
- Dragu-mi-i în sat să joc
- Dragu-mi-i bădiță
- Feciori din Rășinari
- Joacă-mă bădiță ca la noi în sat!
- Lung e drumul și bătut (doină)
- Mă mir codrule de tine
- Măi bădiță de la miei
- Munte, munte brad frumos

### Pleacă oile la munte
- Am avut drăguț în sat
- Au plecat pe drum la vale
- Bade, pentru ochii tăi
- Bate vântu-n curmătură
- Când vii bade-n șezătoare
- Cât o fost vara de lungă
- Cine n-are dor pe vale
- Codrule, bătrânule (doină)
- De-ar fi luna de cu seara
- De s-ar face primavară
- Greu e dorul badiului
- Hai, flăcai, din multe sate
- Haideti, flăcăi, la soroc!
- Ia uitați-vă, feciori!
- Lung e drumul și bătut
- Multumescu-ți, primăvară
- Pădurice de stejar
- Pleacă oile la munte
- Presărate-s stele-n nori
- Ridică-te negură!
- Vai săracul bădița
- Vin ciobanii printre munți
- Vino iute, dorule
- Vino, dragă primăvară

## Premii și distincții
Președintele României Ion Iliescu i-a conferit artistei Lucreția Ciobanu la 29 noiembrie 2002 Crucea națională Serviciul Credincios clasa a III-a, „pentru crearea și transmiterea cu talent și dăruire a unor opere literare semnificative pentru civilizația românească și universală”.  Ulterior, el i-a conferit la 7 februarie 2004 și Ordinul Meritul Cultural în grad de Mare Ofițer, Categoria D - "Arta Spectacolului", „în semn de apreciere a întregii activități și pentru dăruirea și talentul interpretativ pus în slujba artei scenice și a spectacolului”. 
În ziua de 2 august 2013, într-o ceremonie care a avut loc în Piața Mare din Sibiu, în cadrul celei de-a XXI-a ediții a festivalului de folclor Cântecele Munților, Lucreția Ciobanu a primit titlul de cetățean de onoare al județului Sibiu.